# Wielka Brytania na Zimowych Igrzyskach Olimpijskich 1994
Wielką Brytanię na Zimowych Igrzyskach Olimpijskich 1994 reprezentowało 32 zawodników: 25 mężczyzn i siedem kobiet. Był to siedemnasty start reprezentacji Wielkiej Brytanii na zimowych igrzyskach olimpijskich.

## Zdobyte medale
| Medal | Zawodnik                        | Dyscyplina           | Konkurencja            | Rezultat |
| ----- | ------------------------------- | -------------------- | ---------------------- | -------- |
| Brąz  | Jayne Torvill, Christopher Dean | Łyżwiarstwo figurowe | Tańce na lodzie        | 4,8 pkt  |
| Brąz  | Nicholas Gooch                  | Short track          | Bieg na 500 m mężczyzn | 43,68 s  |

## Skład kadry

### Biathlon
Mężczyźni
| Zawodnik                               | Konkurencja         | czas biegu | Kary | Łączny czas | Pozycja |
| -------------------------------------- | ------------------- | ---------- | ---- | ----------- | ------- |
| Ian Woods                              | Bieg na 10 km       | 31:58,3    | 2    | 31:58,3     | 49.     |
| Ken Rudd                               | Bieg na 10 km       | 34:19,7    | 4    | 34:19,7     | 67.     |
| Ian Woods                              | Bieg na 20 km       | 1:00:44,0  | 3:00 | 1:03:44,0   | 54.     |
| Mike Dixon                             | Bieg na 20 km       | 1:02:44,0  | 1:00 | 1:03:44,0   | 54.     |
| Mike Dixon Ian Woods Mark Gee Ken Rudd | Sztafeta 4 × 7,5 km | 1:39:16,0  | 0    | 1:39:16,0   | 17.     |

### Biegi narciarskie
Mężczyźni
| Zawodnik   | Konkurencja   | czas      | Pozycja |
| ---------- | ------------- | --------- | ------- |
| Dave Belam | Bieg na 10 km | 28:00,2   | 68.     |
| Dave Belam | Bieg na 30 km | 1:24:28,2 | 60.     |
| Dave Belam | Bieg łączony  | 44:57,8   | 63.     |

### Bobsleje
Mężczyźni
| Osada | Zawodnik                                                               | Konkurencja | Ślizg 1 | Ślizg 2 | Ślizg 3 | Ślizg 4 | Łącznie | Pozycja |
| ----- | ---------------------------------------------------------------------- | ----------- | ------- | ------- | ------- | ------- | ------- | ------- |
| GBR-I | Mark Tout Lenny Paul                                                   | Dwójki      | 52,77   | 53,15   | 52,99   | 53,24   | 3:32,15 | 6.      |
| GBR-I | Sean Olsson Paul Field                                                 | Dwójki      | 52,86   | 53,30   | 53,21   | 53,46   | 3:32,83 | 10.     |
| GBR-I | Mark Tout George Farrell Jason Wing Lenny Paul                         | Czwórki     | 52,03   | 52,24   | 52,14   | 52,46   | 3:28,91 | 5.      |
| GBR-I | Sean Olsson John Herbert (bobsleista)John Herbert Dean Ward Paul Field | Czwórki     | 52,23   | 52,45   | 52,26   | 52,47   | 3:29,41 | 8.      |

### Łyżwiarstwo figurowe
| Zawodnik                       | Konkurencja     | Nota | Pozycja |
| ------------------------------ | --------------- | ---- | ------- |
| Charlene von Saher             | Solistki        | 22,5 | 15.     |
| Steven Cousins                 | Soliści         | 12,5 | 9.      |
| Jacqueline Soames John Jenkins | Pary sportowe   | 23,0 | 15.     |
| Jayne Torvill Christopher Dean | Tańce na lodzie | 4,8  | brąz    |

### Narciarstwo alpejskie
Mężczyźni
| Zawodnik        | Konkurencja | Konkurencja | Konkurencja              | Konkurencja              | Konkurencja       | Konkurencja                         | Konkurencja                         | Konkurencja                         | Konkurencja                 | Konkurencja                 | Konkurencja                 | Konkurencja                 | Konkurencja                   | Konkurencja                   | Konkurencja                   | Konkurencja                   |
| Zawodnik        | Zjazd       | Zjazd       | Supergigant              | Supergigant              | Slalom gigant     | Slalom gigant                       | Slalom gigant                       | Slalom gigant                       | Slalom specjalny            | Slalom specjalny            | Slalom specjalny            | Slalom specjalny            | Kombinacja                    | Kombinacja                    | Kombinacja                    | Kombinacja                    |
| Zawodnik        | Czas        | Pozycja     | Czas                     | Pozycja                  | Czas 1. przejazdu | Czas 2. przejazdu                   | Czas łączny                         | Pozycje                             | Czas 1. przejazdu           | Czas 2. przejazdu           | Czas łączny                 | Pozycja                     | Zjazd                         | Slalom                        | Punkty                        | Pozycja                       |
| --------------- | ----------- | ----------- | ------------------------ | ------------------------ | ----------------- | ----------------------------------- | ----------------------------------- | ----------------------------------- | --------------------------- | --------------------------- | --------------------------- | --------------------------- | ----------------------------- | ----------------------------- | ----------------------------- | ----------------------------- |
| Graham Bell     | 1:47,39     | 26.         | Nie ukończył konkurencji | Nie ukończył konkurencji |                   |                                     |                                     |                                     |                             |                             |                             |                             | 1:38,92                       | Nie ukończył konkurencji      | Nie ukończył konkurencji      | Nie ukończył konkurencji      |
| Martin Bell     | 1:47,49     | 28.         |                          |                          |                   |                                     |                                     |                                     |                             |                             |                             |                             |                               |                               |                               |                               |
| Spencer Pession |             |             | Nie ukończył konkurencji | Nie ukończył konkurencji | 1:33,94           | 1:28,68                             | 3:02,62                             | 31.                                 |                             |                             |                             |                             |                               |                               |                               |                               |
| Bill Gaylord    |             |             |                          |                          | 1:33,58           | Dyskwalifikacja w 2-gim przejeździe | Dyskwalifikacja w 2-gim przejeździe | Dyskwalifikacja w 2-gim przejeździe | Nie ukończył 1-go przejazdu | Nie ukończył 1-go przejazdu | Nie ukończył 1-go przejazdu | Nie ukończył 1-go przejazdu | Nie ukończył biegu zjazdowego | Nie ukończył biegu zjazdowego | Nie ukończył biegu zjazdowego | Nie ukończył biegu zjazdowego |

Kobiety
| Zawodniczka           | Konkurencja                  | Konkurencja                  | Konkurencja                  | Konkurencja                  | Konkurencja                  | Konkurencja                  | Konkurencja                  | Konkurencja                  |
| Zawodniczka           | Slalom gigant                | Slalom gigant                | Slalom gigant                | Slalom gigant                | Slalom specjalny             | Slalom specjalny             | Slalom specjalny             | Slalom specjalny             |
| Zawodniczka           | Czas 1. przejazdu            | Czas 2. przejazdu            | Czas łączny                  | Pozycja                      | Czas 1. przejazdu            | Czas 2. przejazdu            | Czas łączny                  | Pozycja                      |
| --------------------- | ---------------------------- | ---------------------------- | ---------------------------- | ---------------------------- | ---------------------------- | ---------------------------- | ---------------------------- | ---------------------------- |
| Emma Carrick-Anderson | Nie ukończyła 1-go przejazdu | Nie ukończyła 1-go przejazdu | Nie ukończyła 1-go przejazdu | Nie ukończyła 1-go przejazdu | Nie ukończyła 1-go przejazdu | Nie ukończyła 1-go przejazdu | Nie ukończyła 1-go przejazdu | Nie ukończyła 1-go przejazdu |
| Claire de Pourtales   |                              |                              |                              |                              | Nie ukończyła 1-go przejazdu | Nie ukończyła 1-go przejazdu | Nie ukończyła 1-go przejazdu | Nie ukończyła 1-go przejazdu |

### Saneczkarstwo
Mężczyźni
| Zawodnik | Konkurencja | Ślizg 1 | Ślizg 2 | Ślizg 3 | Ślizg 4 | Łącznie  | Pozycja |
| -------- | ----------- | ------- | ------- | ------- | ------- | -------- | ------- |
| Paul Hix | Jedynki     | 52,410  | 52,398  | 52,073  | 52,234  | 3:29,115 | 26.     |

### Narciarstwo dowolne
Mężczyźni
| Richard Cobbing | Skoki akrobatyczne | 102,03 | 106,51 | 208,54 | 5. | 102,22 | 94,36 | 196,58 | 10. |

| Hugh Hutchison | Jazda po muldach | 22,27 | 25. | Nie awansował | Nie awansował |

Kobiety
| Jilly Curry | Skoki akrobatyczne | 56,26 | 17,95 | 74,21 | 21. | Nie awansowała | Nie awansowała | Nie awansowała | Nie awansowała |

### Short track
Mężczyźni
| Zawodnik      | Konkurencja         | Kwalifikacje | Kwalifikacje | Ćwierćfinał   | Ćwierćfinał   | Półfinał      | Półfinał      | Finał           | Finał   |
| Zawodnik      | Konkurencja         | Czas         | Miejsce      | Czas          | Miejsce       | Czas          | Miejsce       | Czas            | Miejsce |
| ------------- | ------------------- | ------------ | ------------ | ------------- | ------------- | ------------- | ------------- | --------------- | ------- |
| Nicky Gooch   | Bieg na 500 metrów  | 44,03        | 1.           | 44,25         | 2.            | 44,40         | 2.            | 43,68           | brąz    |
| Wilf O’Reilly | Bieg na 500 metrów  | 46,41        | 4.           | Nie awansował | Nie awansował | Nie awansował | Nie awansował | Nie awansował   | 27.     |
| Nicky Gooch   | Bieg na 1000 metrów | 1:32,05      | 2.           | 1:32,00       | 2.            | 1:31,77       | 2.            | Dyskwalifikacja | 7.      |
| Wilf O’Reilly | Bieg na 1000 metrów | 1:33,57      | 3.           | Nie awansował | Nie awansował | Nie awansował | Nie awansował | Nie awansował   | 22.     |

Kobiety
| Zawodniczka   | Konkurencja         | Kwalifikacje | Kwalifikacje | Ćwierćfinał    | Ćwierćfinał    | Półfinał       | Półfinał       | Finał          | Finał   |
| Zawodniczka   | Konkurencja         | Czas         | Miejsce      | Czas           | Miejsce        | Czas           | Miejsce        | Czas           | Miejsce |
| ------------- | ------------------- | ------------ | ------------ | -------------- | -------------- | -------------- | -------------- | -------------- | ------- |
| Debbie Palmer | Bieg na 500 metrów  | 47,93        | 4.           | Nie awansowała | Nie awansowała | Nie awansowała | Nie awansowała | Nie awansowała | 25.     |
| Debbie Palmer | Bieg na 1000 metrów | 1:44,72      | 3.           | Nie awansowała | Nie awansowała | Nie awansowała | Nie awansowała | Nie awansowała | 20.     |